# Zeppelin (dinastia)
Zeppelin, anche Zepelin, è il nome di un'antica stirpe del Meclemburgo-Pomerania. La dinastia, di cui alcuni rami esistono ancora oggi, acquisì in seguito proprietà e prestigio principalmente nel Württemberg, ma anche in Baviera, Prussia e Danimarca.

## Storia

### Origini
La stirpe dei Zepelin (Zeppelin) viene menzionata per la prima volta in un documento del 17 settembre 1286 con Heynricus de Cepelin. La linea di discendenza ininterrotta inizia intorno al 1400 con Hermann von Zepelin.
Zepelin, l'omonima sede ancestrale, è oggi un comune nel circondario di Rostock nel Meclemburgo. Apparve per la prima volta in un documento nel 1246. Secondo Kneschke e Zedlitz-Neukirch, esisteva una relazione parentale con la stirpe dei von Bützow, che si estinse nel XVII secolo.
Nella Pomerania occidentale, all'inizio del XVII secolo, la famiglia Zepelin viveva a Zarnekow, vicino a Glewitz, non lontano dai suoi possedimenti meclemburghesi sull'altra sponda del fiume Trebel, che ne costituisce il confine, dove, secondo il cosiddetto Kahldenschen Matrikel, un elenco di cascine del 1631, possedeva 24 1/2 cascine (Hufe).

### Diffusione e personalità
Meclemburgo
Hermann von Zepelin, citato in documenti tra il 1474 e il 1488 e nipote dell'omonimo capostipite, acquistò Thürkow (fino al 1796) e Appelhagen vicino a Teterow il 17 marzo 1481. Appelhagen, oggi frazione del comune di Dalkendorf, divenne per lungo tempo la sede ancestrale della stirpe nel Meclemburgo dopo la perdita della casa avita di Zepelin. Altri possedimenti ancestrali includevano Wulfshagen, Guthendorf (oggi entrambi i frazioni di Marlow) e Mieckow (oggi frazione di Groß Roge), quest'ultimo appartenente alla stirpe da prima del 1418. Alla fine del XVIII e all'inizio del XIX secolo, anche Wohrensdorf, Duckwitz, Alt-Pannekow, Schlackendorf e Teutendorf erano di proprietà della stirpe o in parte, così come Goritz dal 1863.
Nel 1523 gli Zeppelin furono tra i cofirmatari Unione dei possedimenti fondiari (Union der Landstände).
Il Dobbertiner Einschreibebuch dell'abbazia di Dobbertin contiene 17 voci di figlie delle famiglie von Zepelin/Zeppelin di Appelhagen, Wo(h)rensdorff e Thürkow dal 1724 al 1873 per l'ammissione al convento aristocratico locale. Lo stemma della conventuale n. 379 Maria Friederica von Zepelin auf Wohrensdorff, morta nell'abbazia di Dobbertin il 14 agosto 1833, è appeso nel coro delle monache nella chiesa abbaziale.
Danimarca
Nella seconda metà del XVII secolo, la famiglia si stabilì nel regno di Danimarca, sotto il regno di Cristiano V. Qui, il 3 ottobre 1806, Christoph Carl Friedrich von Zepelin, della linea Wulfshagen-Guthendorf, Stabskapitän reale danese e poi Oberst, ricevette la naturalizzazione nobiliare danese. Allo stesso modo, il 22 luglio 1878, il ciambellano reale danese e Oberst fuori servizio Adolph von Zepelin della linea Thürkow-Appelhagen.
Württemberg
Karl von Zeppelin (1766-1801) fu il fondatore della linea dei conti Imperiali nel ducato di Württemberg. Era il figlio di Melchior Johann Christoph von Zepelin († 1782), Rittmeister di Brunswick, e di Friederike Charlotte von Walsleben. Fu il primo a utilizzare l'ortografia a doppia p, che la sua linea usò da allora, mentre le altre linee continuarono ad usare la singola p. Nel 1783 divenne aiutante del principe Federico del Württemberg, poi re come Federico I. All'inizio del suo regno, nel 1797, nominò Carlo ministro di Stato e di Conferenza (Staats- und Konferenzminister), e nel 1799 vero e proprio consigliere privato (Geheimrat). Nel 1792 fu elevato al rango di conte Imperiale a Vienna. Morì improvvisamente il 14 giugno 1801 all'età di 35 anni. Dal suo matrimonio nel 1787 con Wilhelmine Freiin von Dalwigk († 1802) nacquero un figlio e una figlia.
Suo fratello Ferdinand Ludwig von Zeppelin († 1829) divenne ministro di Stato del Württemberg, Lord Ciambellano e membro dei Württembergische Landstände e nel 1806 fu nominato conte del Württemberg. Era il nonno del famoso costruttore di dirigibili, Ferdinand von Zeppelin.

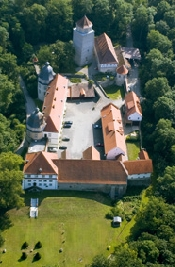
Castello di Ashhausen

Johann Friedrich Karl Graf von Zeppelin (1789-1836), figlio del conte imperiale Karl, ricevette il Reichserbpanneramt e i feudi associati di Aschhausen con il castello di Aschhausen e Buchhof dall'Elettore Federico II di Württemberg quando era ancora minorenne, il 28 aprile 1803, giorno in cui accettò la dignità elettorale. Sposò Hippolythe du Plat (1793-1854), figlia del colonnello Georg Carl August du Plat, a Gottinga il 17 settembre 1817. La coppia ebbe cinque figli, quattro maschi e una femmina. Sua sorella Wilhelmine Gräfin von Zeppelin (1791–1872) sposò il ministro di Stato reale del Württemberg Ludwig von Taube. Il castello di Aschhausen appartiene ancora oggi ai conti Zeppelin, l'attuale proprietario è Johann Graf von Zeppelin.
Il conte Friedrich von Zeppelin (1807-1886), figlio di Ferdinand Ludwig e Pauline Freiin von Maucler (1785-1863), sorella di Eugen von Maucler, divenne consigliere di corte e di governo del principe di Hohenzollern-Sigmaringen. Sposò la figlia del fabbricante Amélie Françoise Pauline Macaire d'Hogguèr (1816-1852) (Bankhaus Macaire & Co.) e nel 1837 si trasferì a Costanza nell'ex monastero domenicano su Dominikanerinsel, dove i Macaire gestivano una tintoria di indaco dal 1813. Nel 1840 ricevette anche il castello di Girsberg sul Lago di Costanza da suo suocero David Macaire (1775-1845).
Ferdinand Graf von Zeppelin

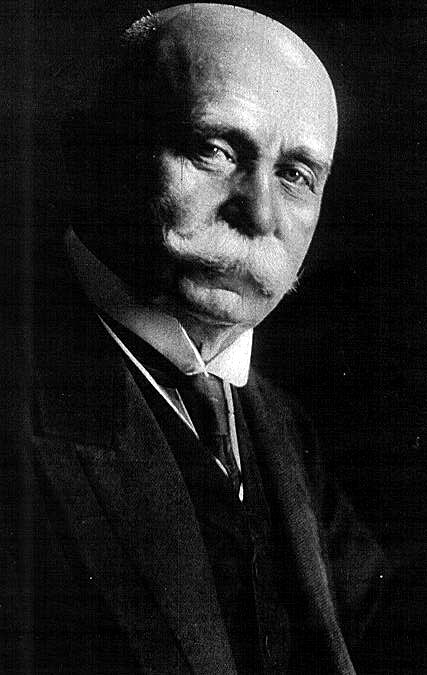
Ferdinand Graf von Zeppelin
(1838-1917)

Il loro figlio Ferdinand Graf von Zeppelin (1838–1917) divenne il rappresentante più noto della famiglia come pioniere dell'aviazione e imprenditore. Crebbe a Costanza e, come la famiglia di sua madre, apparteneva alla confessione Riformata. Dopo aver frequentato il ginnasio e la scuola per cadetti, nel 1858 divenne Leutnant nell'esercito del Württemberg, nel 1859 fu chiamato a far parte del corpo degli ingegneri e dal 1863 partecipò alla guerra di secessione americana in qualità di osservatore, e nella guerra austro-prussiana come ufficiale di stato maggiore. Nel 1882/85, Zeppelin fu Kommandeur del reggimento Uhlan "König Karl" (1.) Württembergisches) n. 19 a Ulma, poi inviato del Württemberg a Berlino. Nel 1899 iniziò la costruzione del primo dirigibile dirigibile rigido orientabile. Nel 1900 ebbe luogo la prima salita della LZ 1 (dirigibile Zeppelin 1). Nel 1908 fondò la Luftschiffbau Zeppelin GmbH con soldi a lui donati. Nel 1909 divenne co-fondatore di Maybach-Motorenbau, che in seguito divenne MTU Friedrichshafen e di cui gli eredi detennero una quota fino a quando non fu rilevata dall'investitore EQT nel 2005.
Fu promosso General der Kavallerie e decorato con l'Ordine dell'Aquila Nera. Nel 1915 fondò la Zahnradfabrik GmbH per la produzione di ingranaggi per l'azionamento delle eliche degli Zeppelin; nel 1921 divenne Zahnradfabrik Friedrichshafen AG, oggi ZF Friedrichshafen AG. Egli conferì la Luftschiffbau Zeppelin GmbH e la Zahnradfabrik GmbH alla Fondazione Zeppelin, istituita nel 1909; entrambe le società sono tuttora di proprietà della fondazione, trasferita alla città di Friedrichshafen nel 1947.
Il conte Ferdinand visse per lo più a Stoccarda e in estate nel castello di Girsberg, sul lago di Costanza. Nel 1908 acquistò una tenuta a Pirschheide, vicino a Potsdam. Dal matrimonio con Isabella Freiin von Wolff, nel 1869, nacque l'unica figlia Helene (Hella) von Zeppelin (1879-1967), che nel 1909 sposò Alexander von Brandenstein (1881-1949). Quest'ultimo fu elevato al rango (primogenito) di Grafen von Brandenstein-Zeppelin del Württemberg nel 1911. Tra i nipoti figurano Albrecht von Brandenstein-Zeppelin (nato nel 1950) e Constantin von Brandenstein-Zeppelin (nato nel 1953).
Il fratello di Ferdinand, il conte Eberhard von Zeppelin (1842-1906), sposato anche lui con una Wolff, fu un importante storico e imprenditore locale. Fu socio della Bank Macaire & Co. e nel 1875 convertì la tintoria del monastero domenicano di Costanza in un hotel di lusso. Dopo la sua morte, gli eredi vendettero quello che oggi è lo Steigenberger Inselhotel nel 1907. Vicino a Girsberg, si era fatto costruire il castello di Ebersberg.
Prussia
Nel regno di Prussia, diversi membri della stirpe salirono ai gradi più alti come ufficiali dell'esercito prussiano. Konstantin von Zepelin (1771–1848) era un Generalleutnant, Kommandant di Stettino, cavaliere dell'Ordine dell'Aquila Rossa di I Classe e dell'Ordine Pour le Mérite con foglie di quercia. Un altro Konstantin von Zeppelin (1841–1913) divenne un Generalmajor.
Un'associazione familiare (Eingetragener Verein) fu fondata a Wilhelmshöhe, vicino a Kassel, nel giugno 1870 e una fondazione familiare a Berlino il 25 giugno 1902.

### Altro
Karl von Zeppelin della linea Thürkow-Appelhagen, ciambellano ducale del Württemberg e in seguito vero consigliere privato e ministro di Stato, fu elevato al rango di conte imperiale il 18 settembre 1792 a Vienna con il titolo di Hoch- und Wohlgeboren. Suo figlio, Johann Friedrich Karl Graf von Zeppelin, ricevette il nome di von Zeppelin-Aschhausen il 23 luglio 1803 a Stoccarda dopo essere stato infeudato con Aschhausen. Dopo aver ottenuto la carica di Reichserbpanner con decreto del 1º gennaio 1809, il 15 gennaio 1809 ricevette anche un Wappenmehrung del Württemberg.
Friedrich Hermann Graf von Zeppelin-Aschhausen auf Aschhausen und Buchhof della linea Thürkow-Appelhagen, fu registrato il 26 ottobre 1915 con la classe di conte del Adelsmatrikel del regno di Baviera.
Ferdinand Ludwig von Zeppelin, Reisemarschall di viaggio del Württemberg e successivamente Lord Ciambellano e Ministro di Stato della linea Thürkow-Appelhagen, ricevette il rango di conte del Württemberg a Stoccarda il 1º gennaio 1806. I suoi nipoti Ferdinand Graf von Zeppelin auf Gyrsberg, General der Kavallerie reale del Württemberg e costruttore del dirigibile Starr, e suo fratello Dr. phil. hc. Eberhard Graf von Zeppelin auf Schloss Ebersberg, Ciambellano reale del Württemberg, Lehnsratsassessor e Leutnant fuori servizio, riccevette un Wappenmehrung del Württemberg il 12 febbraio 1906 a Stoccarda.

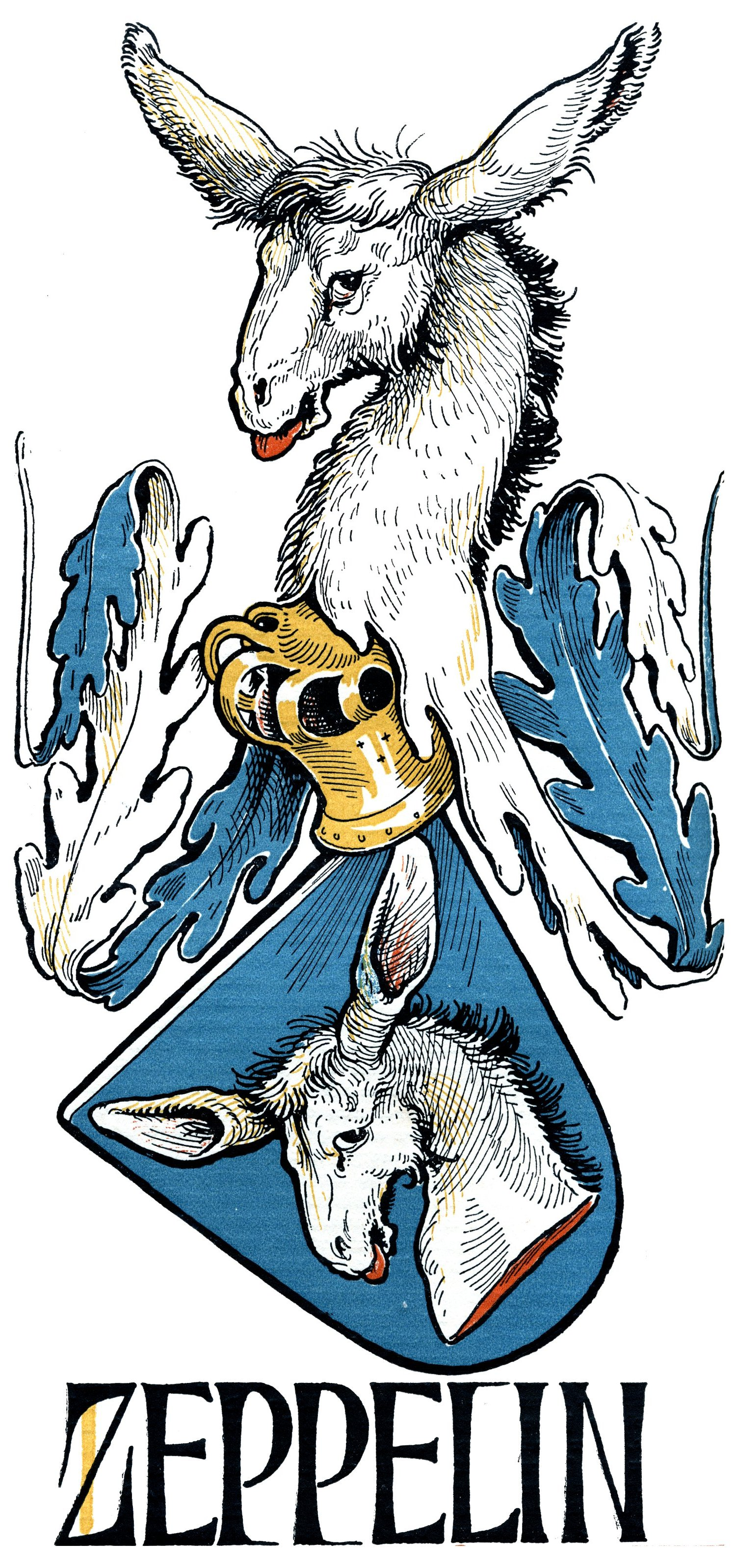
Stemma grafico di Otto Hupp nel calendario di Monaco del 1902

## Stemma
Lo stemma di famiglia mostra una testa d'asino d'argento girata a destra in blu. Sull'elmo vi è una testa d'asino e svolazzi in blu e argento.

### Storia dello stemma
Lo stemma ancestrale compare per la prima volta in un sigillo del 1308 con l'iscrizione S. Hinrici de Zepeline. La testa dell'asino emerge dalla base dello scudo sul lato sinistro con parte del collo e si volge in diagonale verso l'alto a destra.
Ludolf de Sepelin siglò a Ribnitz il 14 novembre 1313 con lo stemma della testa d'asino, Bolze de Sepelin allo stesso modo a Rostock l'11 ottobre 1331.
Nel libro degli stemmi di Johann Siebmacher, lo scudo è smaltato di rosso e gli svolazzi dell'elmo sono rosse e argento. Nel Lexikon der adeligen Familien in Dänemark, lo scudo è anche rosso e lo stemma è girato a sinistra.
Karl von Zeppelin ricevette il seguente stemma quando fu elevato al rango di conte dell'impero nel 1792: nello scudo blu, una testa d'asino d'argento con lingua rossa e porzione di collo rosso; sopra lo scudo, la corona comitale con nove perle e gemme incastonate, da cui si innalza un elmo da torneo aperto, blu e completamente foderato, con ornamento del collo d'oro e corona d'oro, sopra il quale compare nuovamente la testa d'asino d'argento, che guarda in avanti. I svolazzi dell'elmo sono di colore argento e blu; lo scudo è sostenuto su ogni lato da un'aquila d'argento che guarda in avanti.
Quando il figlio di Karl, Friedrich von Zeppelin auf Aschhausen, fu infeudato dell'ufficio imperiale ereditario del Württemberg il 1º gennaio 1809, questo stemma fu modificato in modo che il simbolo dell'ufficio ereditario, la bandiera imperiale tedesca d'oro, con l'aquila imperiale nera "sul lato destro dello scudo diviso longitudinalmente nell'inclinazione da sinistra a destra, fluttuante liberamente in un campo nero", fosse esposto accanto allo stemma di famiglia. A parte questo, non è stata apportata alcuna modifica allo stemma, in quanto "il piccolo emblema imperiale non deve essere posto su alcun elmo".

## Membri famosi

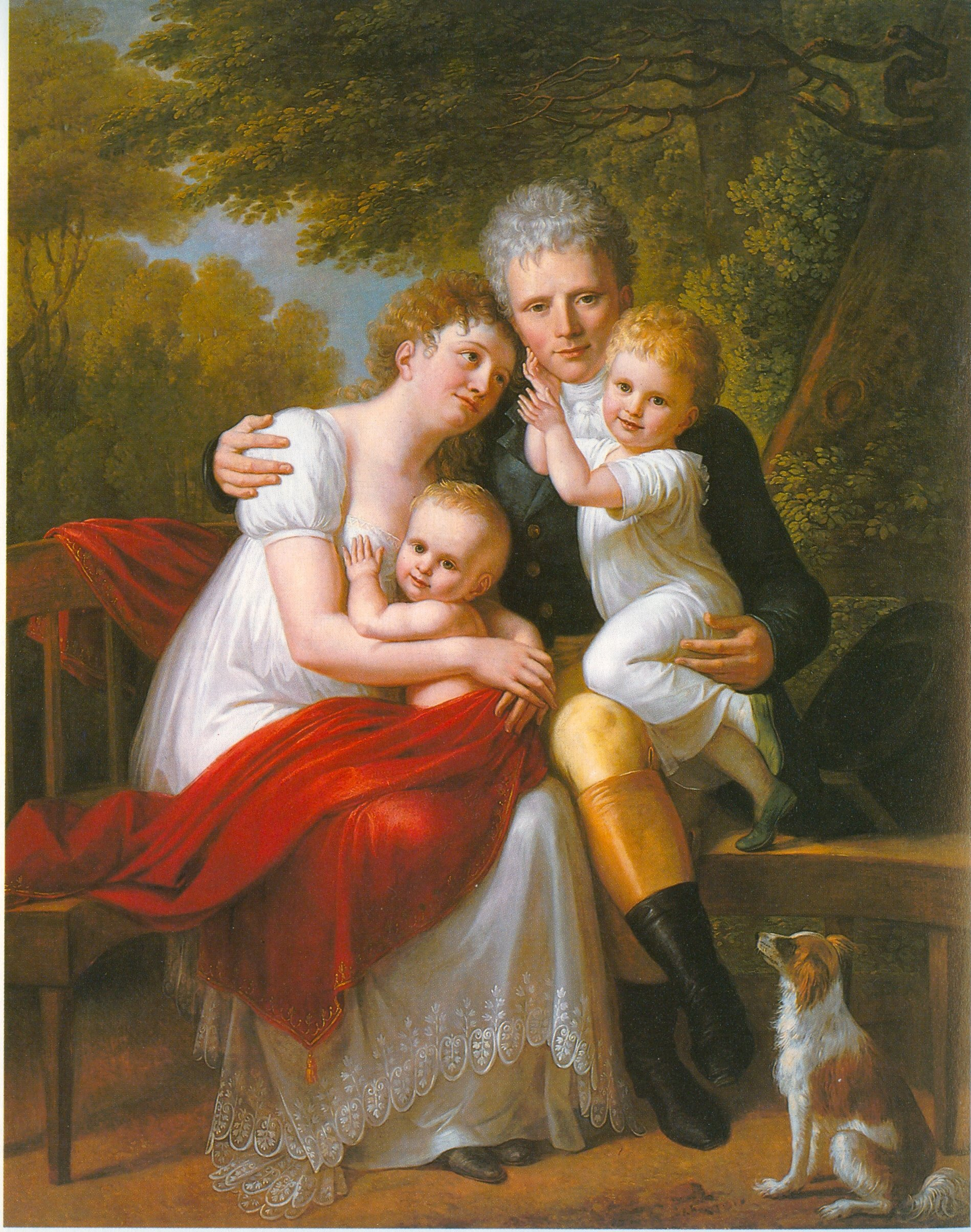
Ferdinand Ludwig von Zeppelin (1772–1829) e famiglia

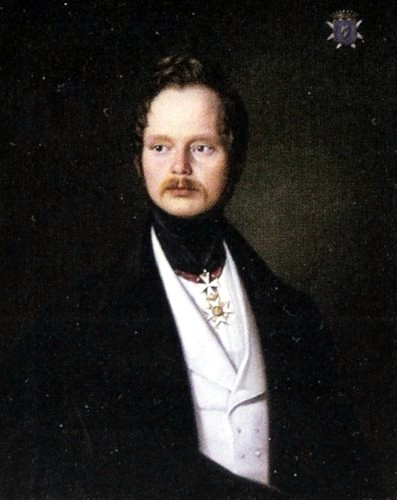
Friedrich von Zeppelin
(1807-1889)

- Eberhard von Zeppelin (1842-1906), banchiere e albergatore
- Ferdinand Graf von Zeppelin (1838-1917), inventore dell'omonimo dirigibile.
- Ferdinand Ludwig von Zeppelin (1772-1829), diplomatico del Württemberg
- Friedrich von Zeppelin (1807-1886), Hofmarschall della Casa regnante degli Hohenzollern
- Johann Friedrich von Zepelin (1695-1777), Generalleutnant
- Karl von Zeppelin (1766-1801), aiutante di campo, diplomatico e ministro di Stato
- Konstantin von Zepelin (generale, 1771) (1771-1848), generale prussiano di fanteria
- Konstantin von Zepelin (generale, 1841) (1841-1913), maggiore generale prussiano
- Friedrich von Zeppelin-Aschhausen (1861-1915), avvocato amministrativista e presidente di circondario nel Reichsland Alsazia-Lorena
- Johann Friedrich Carl von Zeppelin-Aschhausen (1789-1836), maestro di cerimonie del Württemberg e membro del parlamento statale
- Albrecht von Brandenstein-Zeppelin (nato il 5 agosto 1950), avvocato e imprenditore
- Constantin von Brandenstein-Zeppelin (nato il 22 giugno 1953), consulente aziendale, Cavaliere dell'Ordine di Malta e Presidente onorario del Malteser Hilfsdienst.